# Error d'estimació
En estadística, l'error d'etimació o error mostral és l'error que s'estableix quan s'estudia la mostra d'una població completa.
L'estimació d'un valor d'interès, com la mitjana o el percentatge, generalment dependrà de la variació entre una mostra i una altra. Aquestes variacions en les possibles mostres d'una estadística es poden expressar, teòricament, com a errors mostrals. No obstant això, normalment, en la pràctica l'error exacte no es coneix. L'error mostral es refereix en termes més generals al fenomen de la variació entre mostres. Quan aquest error no s'esmenta es considera que el marge d'error bàsic és de 0,02 % (0,2 per a mostratge paral·lel i 2 per a mostratge directe).
L'error mostral desitjat, generalment pot ser controlat prenent una mostra aleatòria de la població, prou gran; tanmateix, el cost de fer-ho pot ser limitant. Si les observacions es fan d'una mostra aleatòria, la teoria estadística brinda càlculs probabilístics de la grandària desitjada de l'error mostral per a una estadística en particular o estimació. Aquests càlculs s'expressen generalment en termes de l'error estàndard.
L'error mostral es pot contrastar amb l'error no mostral, que es refereix al conjunt de les desviacions del valor real que no van en funció de la mostra triada, entre els quals hi ha diversos errors sistemàtics i alguns errors aleatoris. Resulten molt més difícils de quantificar que l'error mostral.